# Contea di Jefferson (Texas)
La contea di Jefferson in inglese Jefferson County è una contea dello Stato del Texas, negli Stati Uniti. La popolazione al censimento del 2010 era di 252 273 abitanti. Il capoluogo di contea è Beaumont. La contea è stata creata nel 1835 come una municipalità del Messico, mentre è stata organizzata come contea texana nel 1837. Il suo nome deriva da Thomas Jefferson, terzo presidente degli Stati Uniti (1801–1809).

## Geografia fisica
| Anno | Popolazione | ±%     |
| ---- | ----------- | ------ |
| 1850 | 1,836       |        |
| 1860 | 1,995       | 8.7%   |
| 1870 | 1,906       | −4.5%  |
| 1880 | 3,489       | 83.1%  |
| 1890 | 5,857       | 67.9%  |
| 1900 | 14,239      | 143.1% |
| 1910 | 38,182      | 168.2% |
| 1920 | 73,120      | 91.5%  |
| 1930 | 133,391     | 82.4%  |
| 1940 | 145,329     | 8.9%   |
| 1950 | 195,083     | 34.2%  |
| 1960 | 245,659     | 25.9%  |
| 1970 | 244,773     | −0.4%  |
| 1980 | 250,938     | 2.5%   |
| 1990 | 239,397     | −4.6%  |
| 2000 | 252,051     | 5.3%   |
| 2010 | 252,273     | 0.1%   |

Secondo l'Ufficio del censimento degli Stati Uniti d'America la contea ha un'area totale di 1113 miglia quadrate (2880 km²), di cui 876 miglia quadrate (2270 km²) sono terra, mentre 236 miglia quadrate (610 km², corrispondenti al 21% del territorio) sono costituiti dall'acqua.

### Strade principali
- Interstate 10
- U.S. Highway 69
- U.S. Highway 96
- U.S. Highway 287
- U.S. Highway 90
- State Highway 73
- State Highway 82
- State Highway 87
- State Highway 105
- State Highway 124
- State Highway 326
- State Highway 347

### Contee adiacenti
- Hardin County (nord)
- Orange County (nord-est)
- Chambers County (sud-ovest)
- Liberty County (nord-ovest)
- Parrocchia di Cameron (est)

### Aree protette nazionali
- Big Thicket National Preserve
- McFaddin and Texas Point National Wildlife Refuges
- McFaddin and Texas Point National Wildlife Refuges

## Istruzione
La contea è sede della Lamar University (LU), oltre alla Lamar State College–Port Arthur, che si trova, come suggerisce il nome, a Port Arthur.